# 居厢镇
居厢乡，是中华人民共和国河南省新乡市封丘县下辖的一个乡镇级行政单位。

## 行政区划
居厢乡下辖以下地区：
居厢村、白塔村、河东村、河西村、冉固村、山庄村、辛庄村、东辛安村、西辛安村、柏占村、小马寺村、后吴村、纪店村、桑村、季庄村、大沙村、小沙村、安上集村和大李湾村。